# Le Cordon Bleu
Pour les articles homonymes, voir Cordon bleu (homonymie).
 (juillet 2015).
Si vous disposez d'ouvrages ou d'articles de référence ou si vous connaissez des sites web de qualité traitant du thème abordé ici, merci de compléter l'article en donnant les références utiles à sa vérifiabilité et en les liant à la section « Notes et références ».

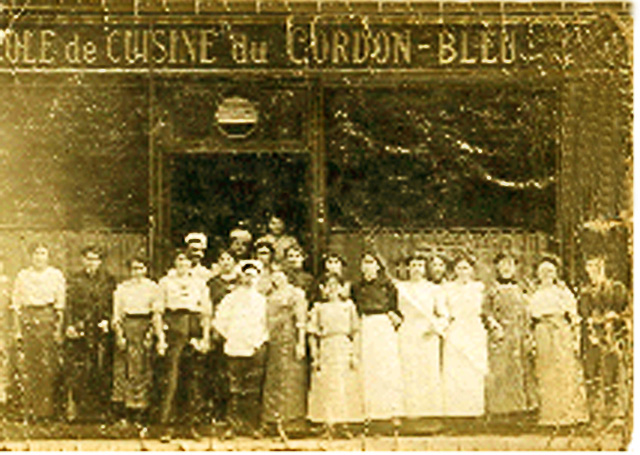
Marthe Distel et Henri-Paul Pellaprat, avec leurs élèves, devant l'école du Cordon Bleu en 1896.

Le Cordon Bleu est un réseau international d'écoles privées dispensant des formations diplômantes dans l'art culinaire français et le management hôtelier. 
La première école fut fondée en 1895 à Paris par Marthe Distel et Henri-Paul Pellaprat. 

## Historique

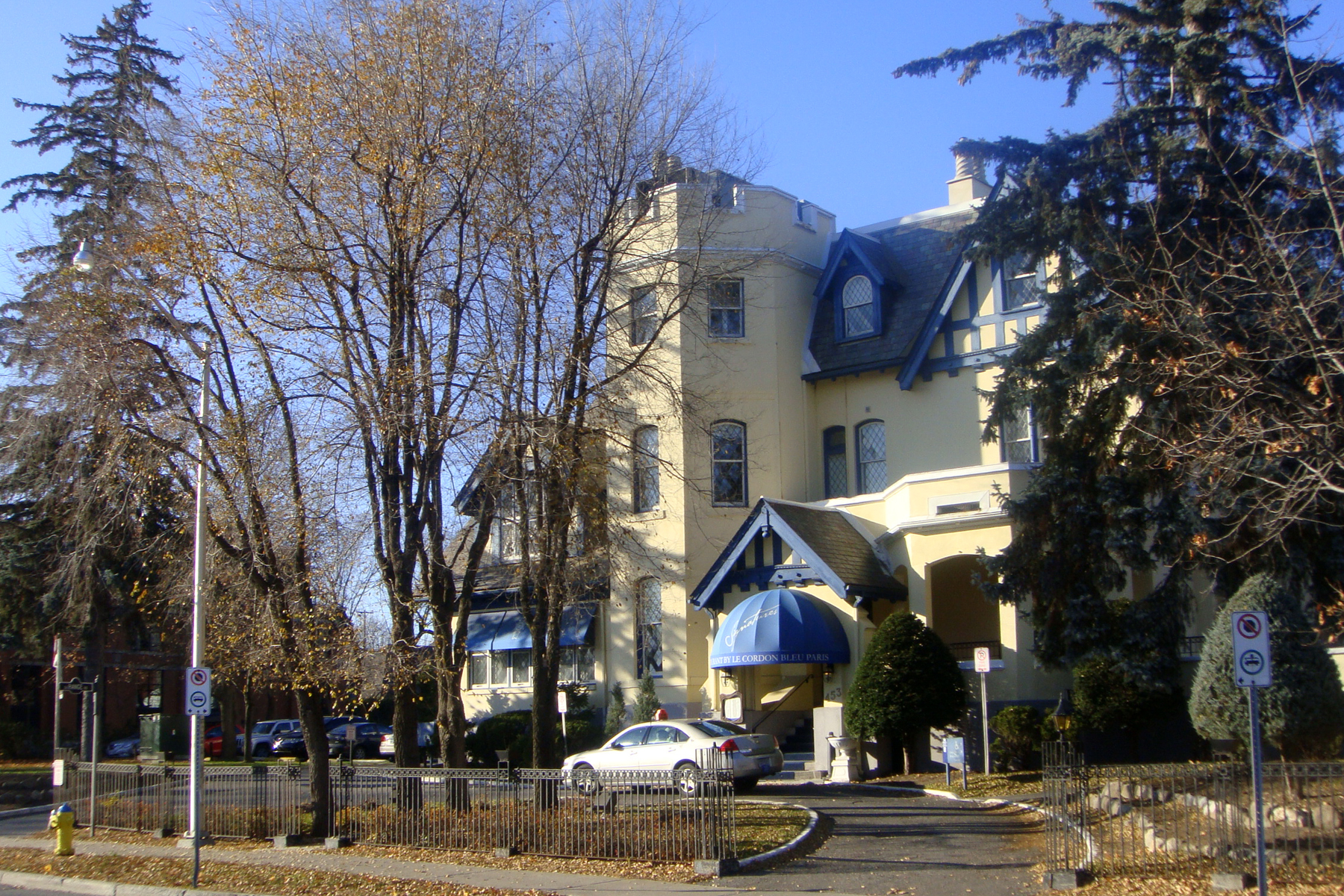
L'académie d'art culinaire Le Cordon Bleu à Ottawa, au Canada.

En 1895, la journaliste Marthe Distel publie le premier journal de cuisine La Cuisinière Cordon Bleu. Au vu du succès du journal, elle se lance dans des démonstrations culinaires, et fonde avec le cuisinier Henri-Paul Pellaprat l'école du Cordon Bleu en 1895, qui ouvrira ses portes le 14 janvier 1896 dans le quartier du Palais-Royal à Paris.
Après la Seconde Guerre mondiale, Élisabeth Brassart (en) insiste sur la dimension internationale de l'établissement. Aujourd'hui, il y a 35 écoles Le Cordon Bleu qui sont présentes dans 20 pays et comptent 20 000 étudiants chaque année. 

## Activités
L'école propose des formations en cuisine ainsi qu'en management, en hôtellerie, en restauration, en pâtisserie et en confiserie.
L'académie d'art culinaire publie aussi des livres et dispose de restaurants vitrines comme au Canada ou au Mexique.

## Liste des écoles du réseau
Campus en Europe
- Paris, France
- Londres, Royaume-Uni
- Madrid, Espagne
- Istanbul, Turquie

Campus en Océanie
- Adélaïde, Australie
- Sydney, Australie
- Melbourne, Australie
- Brisbane, Australie
- Wellington, Nouvelle-Zélande

Campus en Asie
- Tokyo, Japon
- Kobe, Japon
- Séoul, Corée
- Shanghai, Chine
- Bangkok, Thaïlande
- Selangor, Malaisie
- Manille, Philippines
- Gurgaon, Inde
- Beyrouth, Liban

Campus en Amérique
- Ottawa, Canada
- Mexico, Mexique
- Lima, Pérou
- New York, États-Unis (Le Cordon Bleu Inc.)
- Rio de Janeiro, Brésil
- São Paulo, Brésil

## Anciens étudiants notoires
- Ai Kidosaki
- Csaba dalla Zorza
- Gastón Acurio
- Cristina Bowerman
- Julia Child
- Juan Arbelaez
- Mary Berry
- Raymond Oliver
- Yotam Ottolenghi
- Giada De Laurentiis[3].